# Oswald (Northumbria)
Oswald (auch Oswold, Osuald, Osualdus, Osuuald; * um 604 in Northumbria; † 5. August 642 bei Oswestry) war von 634–642 König des angelsächsischen Königreiches Northumbria. Er wird als Heiliger verehrt.

Angelsächsische Reiche im frühen 7. Jahrhundert

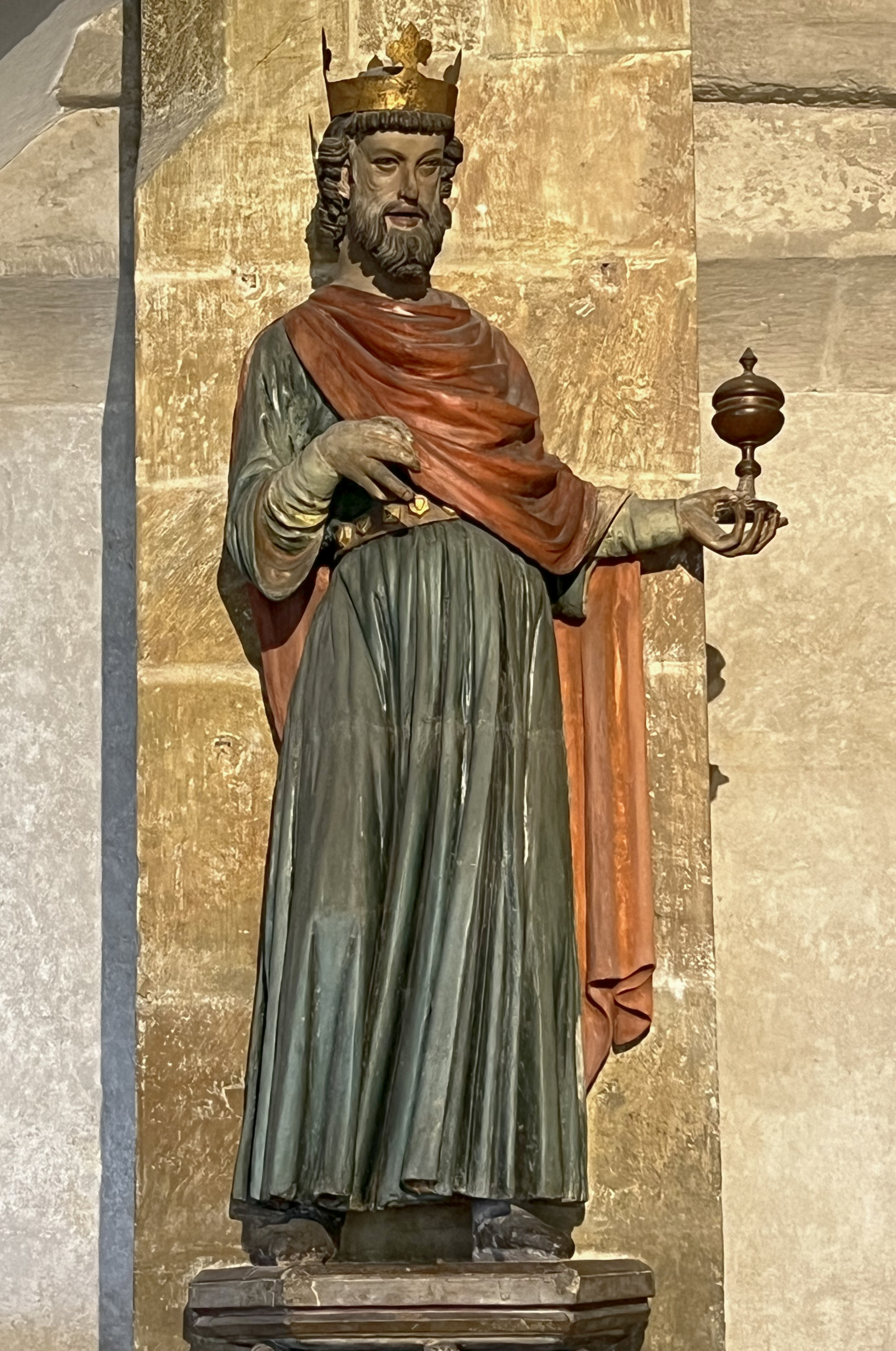
Hl. Oswald, Holzfigur aus dem 13. Jahrhundert

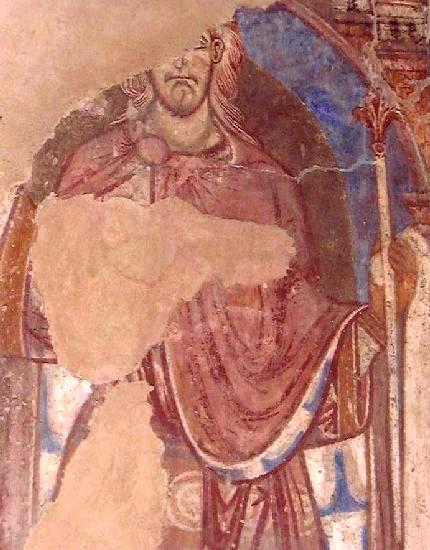
Darstellung St. Oswalds aus dem 12. Jahrhundert in der Durham Cathedral

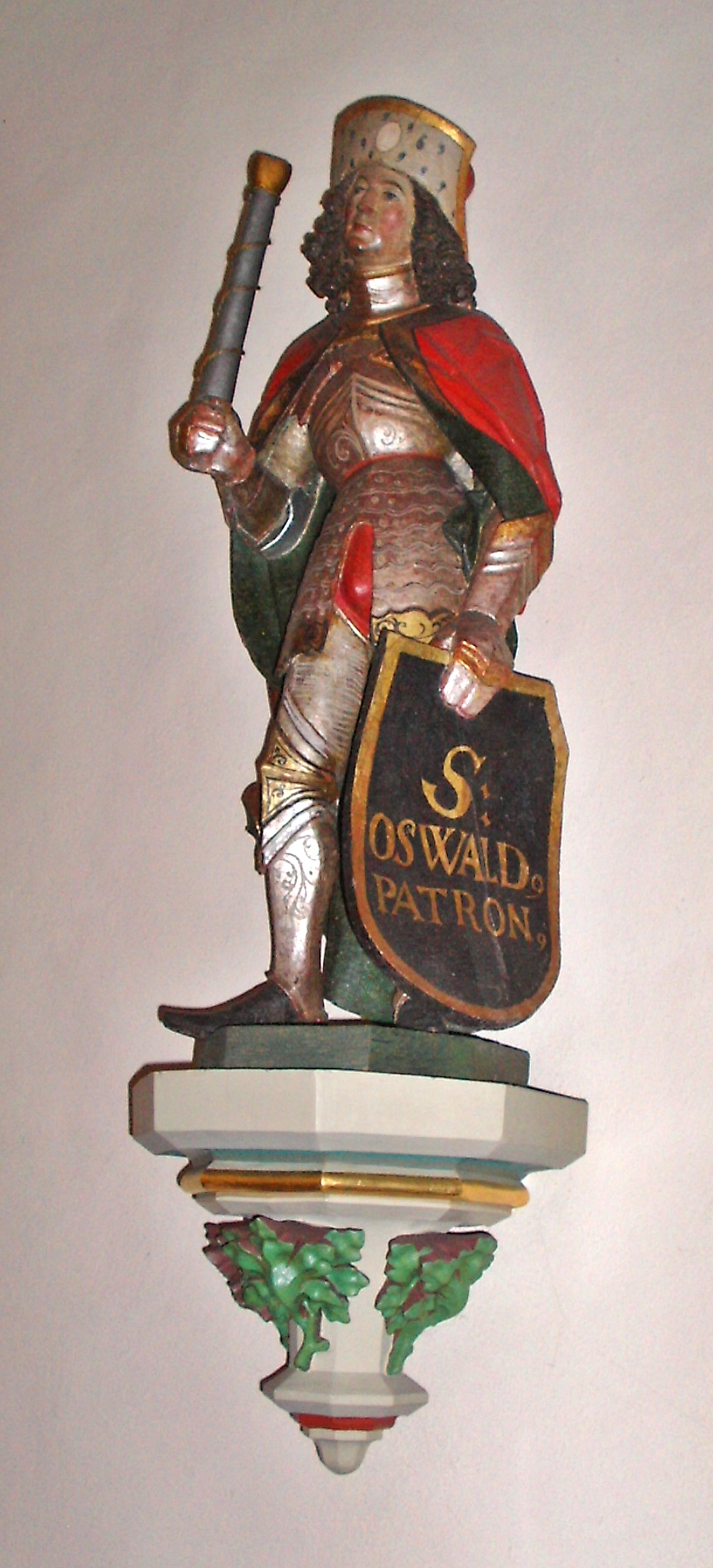
St. Oswald, gotische Holzfigur, kath. Pfarrkirche Boßweiler

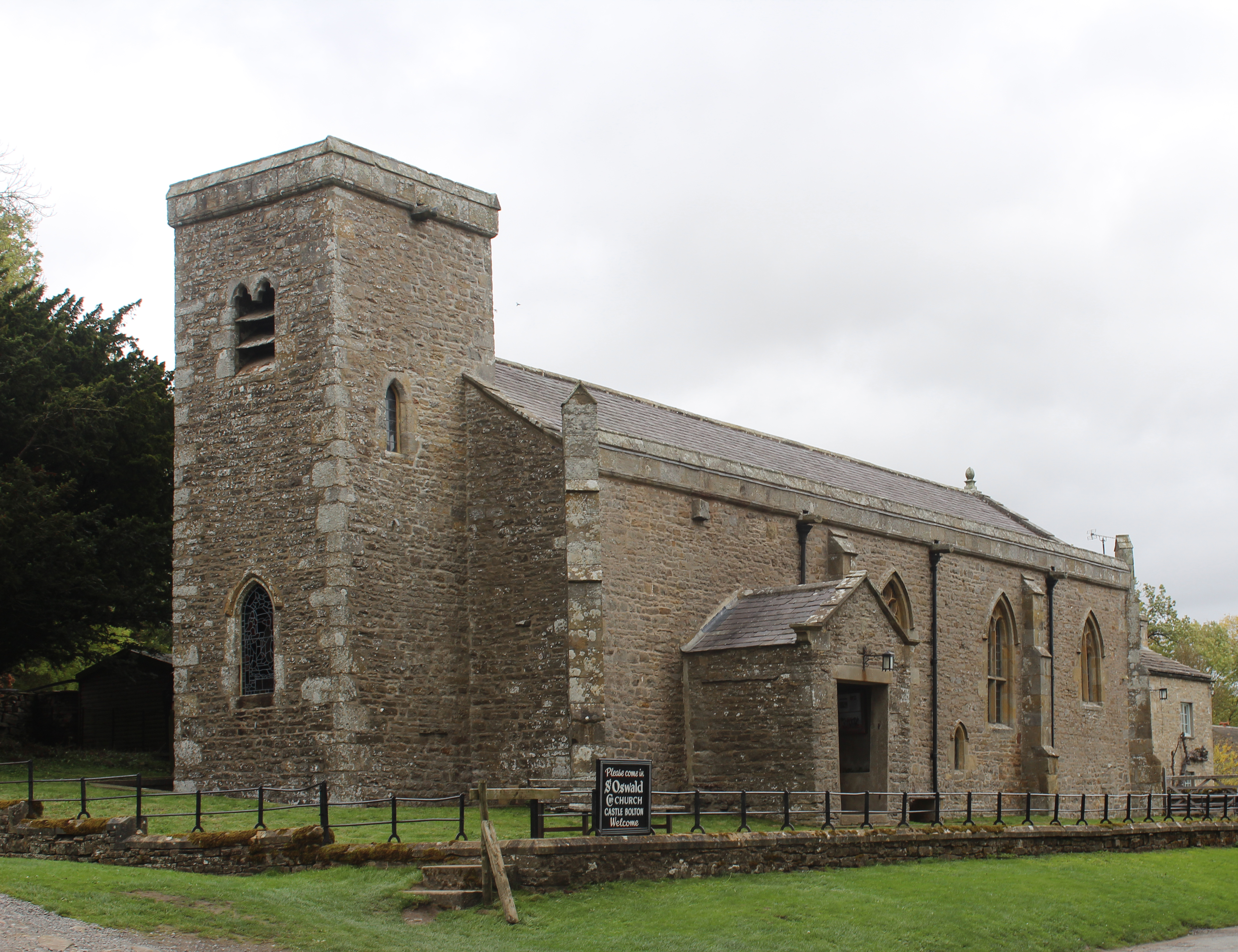
Kirche von St Oswald, Castle Bolton, Yorkshire

## Leben

### Familie
Oswald war ein Sohn des Königs Æthelfrith von Northumbria und entstammte dessen zweiter Ehe mit Acha, der Tochter des vormaligen Königs Ælle von Deira. Acha war eine Cousine seines Vorgängers Osric (633–634), des Königs von Deira. Eanfrith, sein Vorgänger in Bernicia, war sein Halbbruder. Wahrscheinlich entstammt sein Sohn Æthelwald, der um 651 bis um 655 Unterkönig in Deira war, der Ehe mit einer irischen Frau. Um 635 heiratete er Cyneburg, die Tochter des Königs Cynegils von Wessex.

### Jugend und Exil in Schottland
Oswalds Vater Æthelfrith war ursprünglich König von Bernicia und vereinigte um 604 mit der Eroberung Deiras beide Königreiche zum neuen Reich von Northumbria. Æthelfrith bekräftigte seine Herrschaft durch die Heirat mit Acha aus dem Königshaus von Deira, die Oswalds Mutter wurde.
Um 616 gelang allerdings dem Thronerben von Deira, Edwin, den Æthelfrith ins Exil getrieben hatte, mit Hilfe von König Rædwald von East Anglia die Eroberung Northumbrias durch die Schlacht am Fluss Idle, in der Æthelfrith ums Leben kam. Nunmehr schickte Edwin seinerseits die Söhne Æthelfriths als Thronrivalen ins Exil. Oswald, Oswiu, Æbbe und möglicherweise weitere Geschwister gingen zu König Eochaid Bude (608–629) ins irisch-schottische Reich Dalriada. Sein Halbbruder Eanfrith zog mit anderen Geschwistern zu den Pikten. Oswald wurde von den Mönchen des Klosters Iona erzogen und christlich getauft. Während ihres Exils nahmen Oswald und vermutlich auch seine Brüder an Feldzügen Dalriadas in Irland teil. Wahrscheinlich entstammt sein Sohn Æthelwald, der um 651 bis um 655 Unterkönig in Deira war, der Ehe mit einer irischen Frau.
Im Jahr 633 verbündeten sich die Könige Cadwallon ap Cadfan von Gwynedd und Penda von Mercia und rebellierten gegen König Edwin von Northumbria. Gemeinsam vernichteten sie das northumbrische Heer am 12. Oktober 633 in der Schlacht von Hatfield Chase bei Doncaster. Edwin fiel im Kampf; ebenso sein Sohn Osfrith. Sein Sohn Eadfrith musste sich ergeben und wurde später von Penda ermordet. Unmittelbare Folge der Niederlage war die erneute Teilung Northumbrias: Während sich im südlichen Deira Osric halten konnte, fiel das nördliche Bernicia an Eanfrith, den aus dem Exil zurückgekehrten Halbbruder Oswalds, und damit an die dortige alte Dynastie zurück.
Beda Venerabilis zufolge sollen Osric und Eanfrith getaufte Christen gewesen sein, die sich nach der Thronbesteigung wieder der Angelsächsischen Religion anschlossen. Osric setzte den Kampf gegen Cadwallon fort, den er 634, vermutlich in York, einschloss und belagerte. Bei einem Ausfall Cadwallons fiel Osric und sein Heer wurde aufgerieben. Cadwallon zog plündernd durch Northumbria und ließ Eanfrith, der zum Friedensschluss bereit war, ermorden.

### Herrschaft

#### Rückkehr, Wiedervereinigung Northumbrias
Noch im Jahr 634 kehrte Oswald aus dem Exil zurück und besiegte Cadwallon in der Schlacht von Heavenfield bei Hexham. Der Sieg wurde vom zahlenmäßig unterlegenen christlichen Heer Oswalds als Gottesurteil angesehen. Cadwallon kam in der Schlacht ums Leben. Wahrscheinlich war es dieser Sieg, der zumindest im Norden Englands zu seiner Anerkennung als Bretwalda führte. Möglicherweise wurde er bei der Machtübernahme von Domnall Brecc, dem König von Dalriada, und Gartnait mac Uuid, dem Herrscher der Pikten, unterstützt. Oswald sicherte sich auch den Thron von Deira und trieb dessen Thronerben Oswine nach Wessex ins Exil. Damit waren die beiden Reiche Bernicia und Deira – er stammte von beiden Königshäusern ab – wieder zu Northumbria vereinigt.

#### Bretwalda
Northumbria galt wiederum als die Vormacht der gesamten Insel. Im Eintrag des Jahres 827 (829) des A-Manuskripts der Angelsächsischen Chronik, der wiederum auf Angaben in Bedas Historia ecclesiastica gentis Anglorum beruht, wird er als sechster Bretwalda bezeichnet und soll über alle Briten, Pikten, Skoten und Angelsachsen geherrscht haben. Oswalds Macht wurde in den Quellen jedoch übertrieben. Wie weit sein Einfluss tatsächlich reichte ist unsicher; es gibt keine Hinweise darauf, dass Oswald das nördliche Wales und die Gebiete der Pikten dominierte. Sein Einflussbereich umfasste jedoch mit Sicherheit die Königreiche Lindsey, Sussex und Wessex. Mit Penda existierte in Mercia allerdings ein weiterer bedeutender König. Oswald nutzte seine Oberherrschaft und schloss Allianzen, um dieser wachsenden Gefahr entgegenzuwirken. Er war auch an der Gründung des ersten Bistums in Wessex beteiligt. Im Jahr 635 war Oswald Taufpate als sich König Cynegils (611–um 642) aus Wessex von Bischof Birinus in Dorchester-on-Thames taufen ließ. Sein Bündnis mit Wessex festigte er schließlich durch seine Heirat mit Cyneburg, der Tochter des Königs Cynegils. Im Jahr 637 unterstützte Oswald vermutlich den König des irisch-schottischen Königreiches Dalriada, Domnall Brecc, der ihn während seines Exils beherbergt hatte, mit einigen Truppen in der Schlacht von Mag Ráth. Domnall erlitt in der Schlacht hohe Verluste und Oswald konnte die Oberherrschaft über Dalriada erlangen. Auch in der Beziehung Northumbrias zum Königreich Kent war Oswald dominierend. Dessen König Eadbald (616/618–640) hatte seine Schwester Æthelburg, die Witwe von Oswalds Onkel und Vorgänger Edwin, bei sich aufgenommen. Aus Furcht vor einem Anschlag auf das Leben ihrer Söhne und potentiellen Thronerben durch ihren Neffen Oswald schickte sie diese zu ihrem Verwandten Dagobert I. ins Frankenreich.

#### Restauration des Christentums
In Northumbria sorgte Oswald energisch für die Restauration des Christentums. Er ließ den von Edwin begonnenen Bau der steinernen Church of St Peter, einem Vorgängerbau des mehrmals zerstörten heutigen York Minster, fertigstellen. Paulinus, der römisch-katholische Bischof von York, war unter seinem Vorgänger nach Kent geflohen. Zur Rechristianisierung wandte sich Oswald an den Abt Segene/Segenius des iro-schottischen Klosters Iona. Zuerst wurde Cormán als Missionar gesandt, der aber seine Missionstätigkeit bald ergebnislos aufgab und nach Iona zurückkehrte. Aidan tadelte dessen Methoden und wurde darauf 635 selbst zum Bischof ernannt. Oswald wies ihm die Insel Lindisfarne nahe der königlichen Burg Bamburgh als Bischofssitz zu. Auf der Insel gründete Aidan mit 12 schottischen Mönchen noch im selben Jahr das Kloster Lindisfarne als Zentrum der Missionstätigkeit und begann mit der Christianisierung von Northumbria. Aidan predigte anfangs in schottisch-gälischer Sprache und König Oswald übersetzte für seinen anglischen Hof. Oswald förderte durch Landschenkungen auch weitere Klostergründungen.

### Tod und Nachfolge
Penda von Mercia, der mit dem britischen Königreich Powys verbündet war, blieb allerdings weiterhin eine Bedrohung. Im Jahr 642 wagte Oswald den Angriff. Die Schlacht von Maserfield (wohl bei Oswestry, nahe der walisischen Grenze) am 5. August konnte Penda für sich entscheiden. Oswald, etwa 38-jährig, kam ums Leben. Oswalds Körper wurde zerstückelt und zur Schau gestellt. Unmittelbare Folge der Niederlage war die erneute Teilung Northumbrias: Im nördlichen Bernicia trat Oswalds Bruder Oswiu die Thronfolge an, während im südlichen Deira mit Oswine, einem Sohn von Oswalds Vorgänger Osric, die dortige alte Dynastie noch einmal auf den Thron gelangte.

## Verehrung

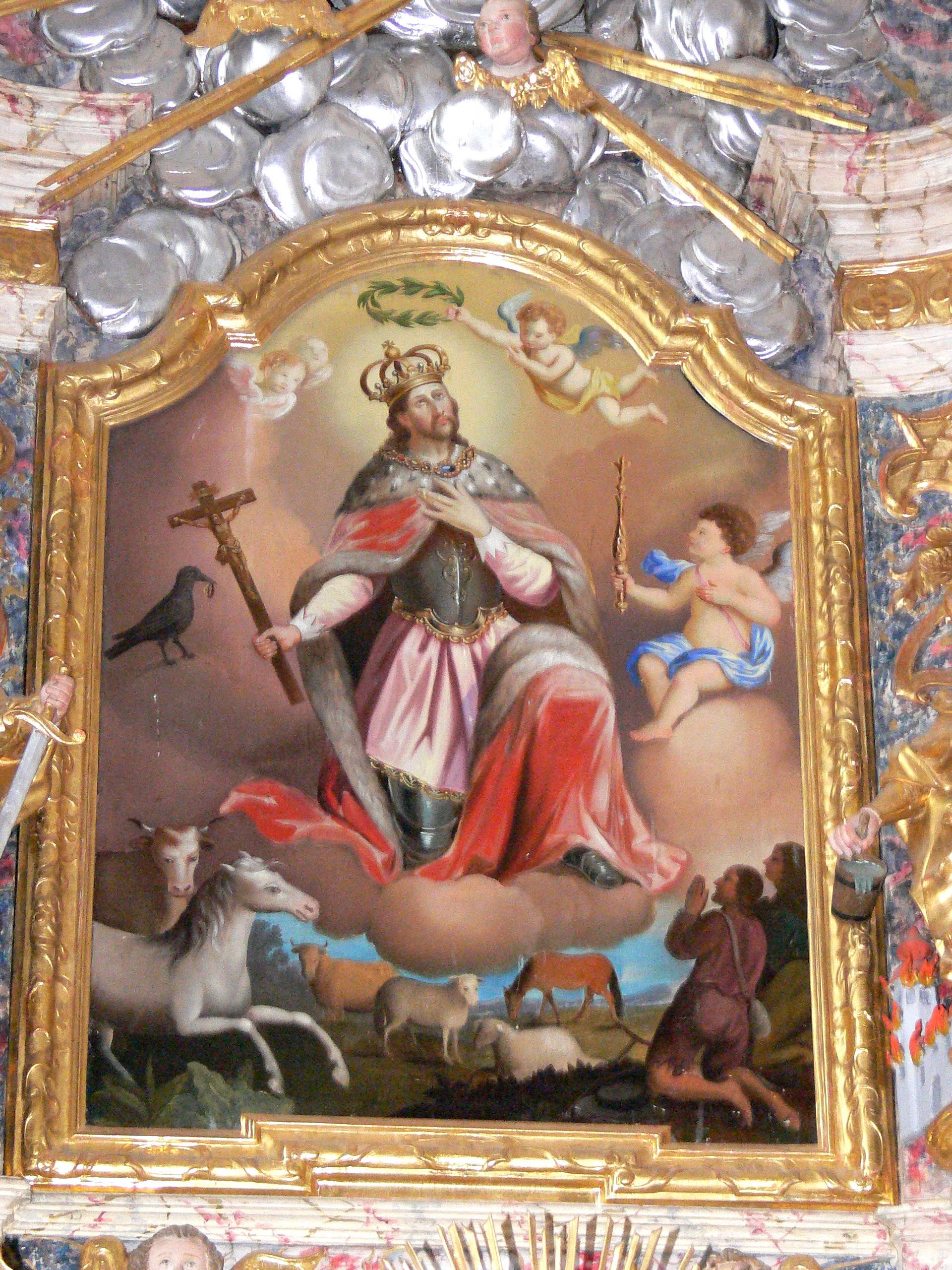
Barockes Hochaltarbild in Eibiswald, Steiermark

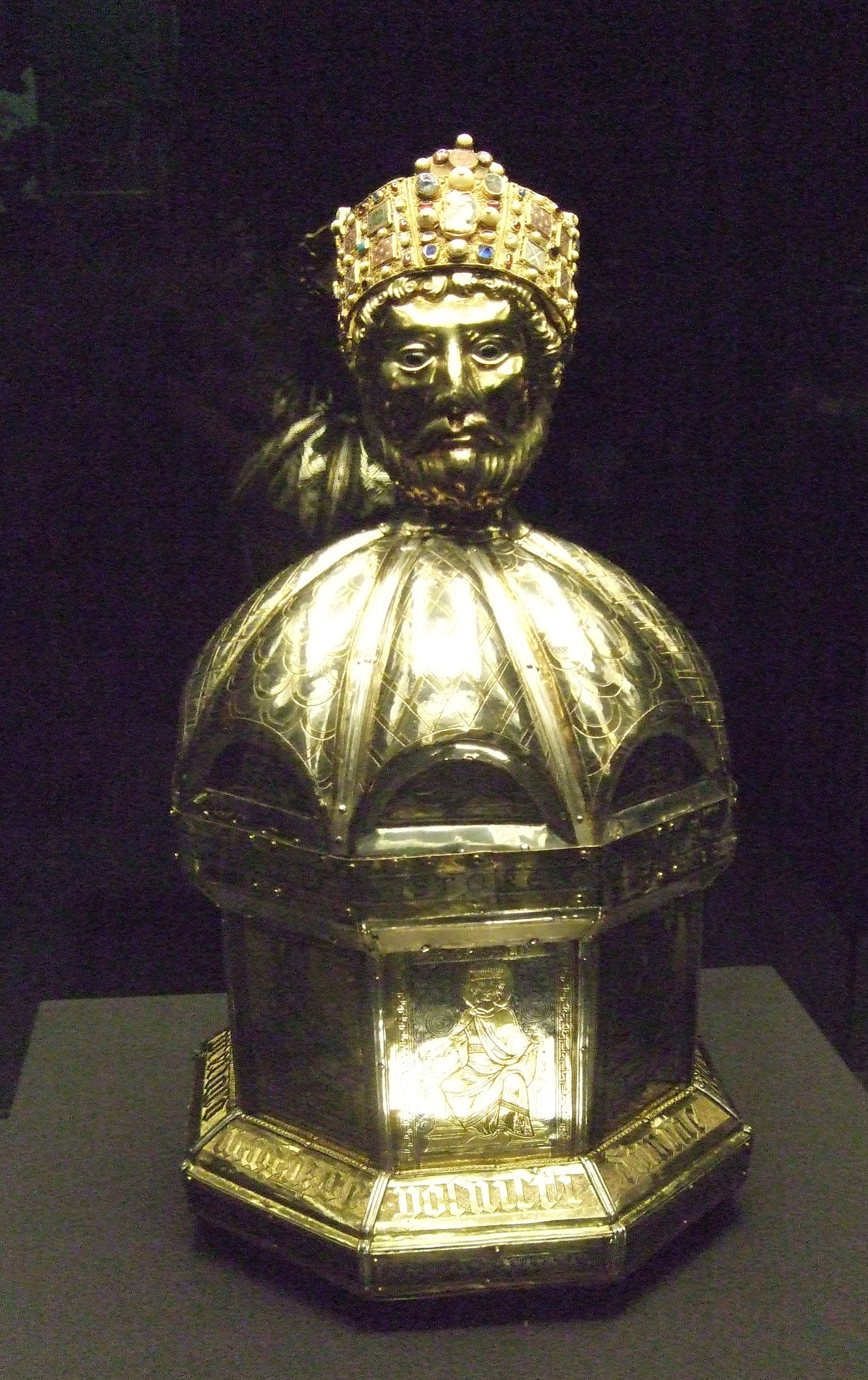
Kopfreliquiar des hl. Oswald (12. Jahrhundert, Dommuseum Hildesheim)

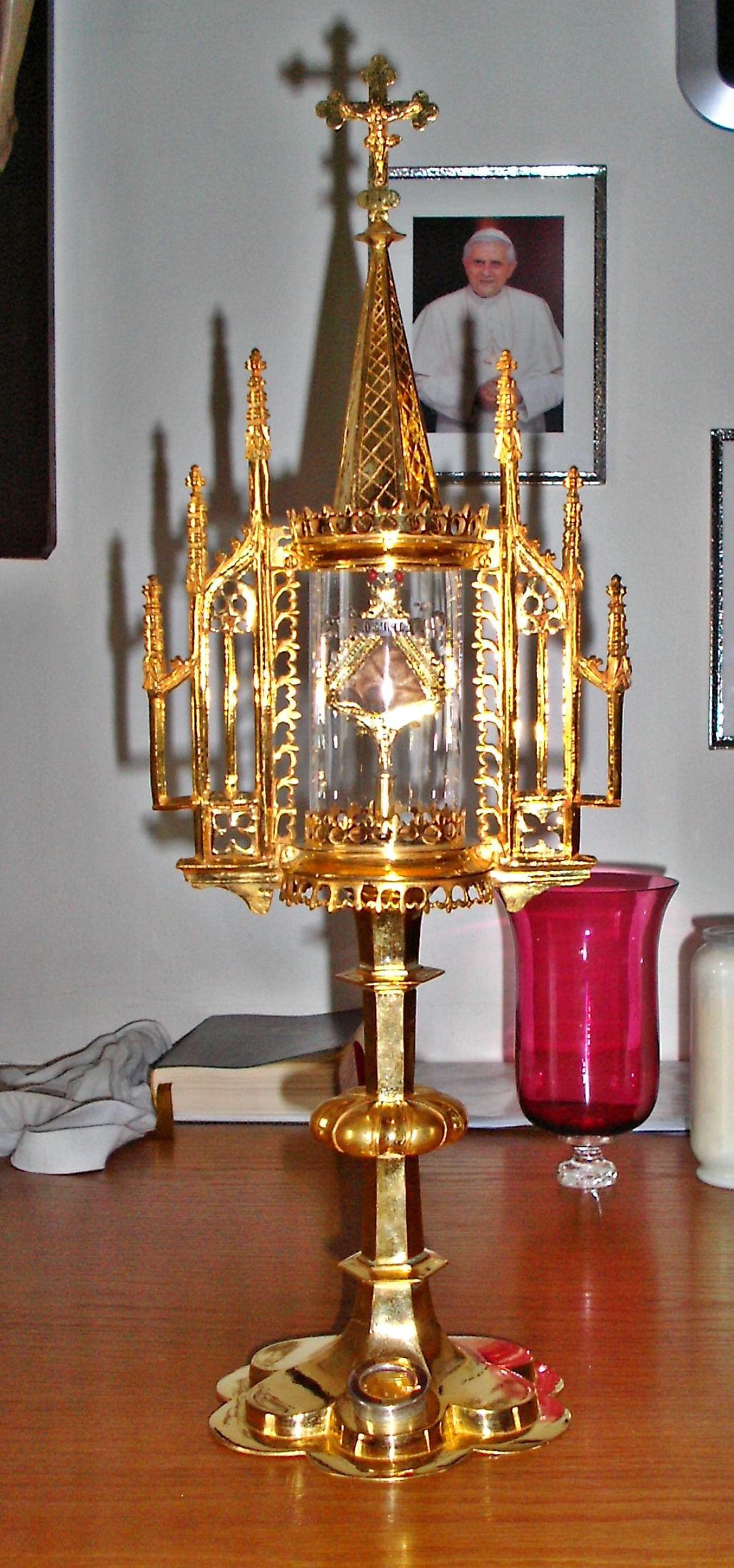
Gotisches Reliquiar mit Schädelreliquie des hl. Oswald, kath. Pfarrkirche St. Oswald, Boßweiler

### Kult
Da er im Kampf gegen das letzte heidnische Reich der Angelsachsen starb, galt er als Märtyrer und wurde als Heiliger verehrt. Unmittelbar nach seinem Tod wurde über Wunder an seinem Todesort berichtet. Zentrum des Oswaldkultes wurde das Kloster Bardney in Lindsey, doch verbreitete er sich bald auch in Irland und Kontinentaleuropa, insbesondere in Flandern, Deutschland und Österreich. Zahlreiche Kirchen in England und auf dem Kontinent wurden Oswald geweiht.
Oswald ist Schutzpatron für Dithmarschen, für Stadt und Kanton Zug, der englischen Könige, der Kreuzfahrer, der Schnitter und des Viehs. Er wird angerufen zum Schutz vor der Pest. Er zählt in manchen Regionen zu den Vierzehn Nothelfern. Sein Festtag ist in der katholischen und anglikanischen Kirche der 5. August. In Evesham und Gloucester wird der Translatio am 8. Oktober gedacht.

### Reliquien

#### Körper
Sein Bruder Oswiu und dessen Tochter Osthryth bargen die sterblichen Überreste und begruben den Torso im Kloster Bardney in Lindsey. Im Jahr 909 sollen einige Reliquien aus Bardney von Æthelred, dem Ealdorman von Mercia, und seiner Frau Æthelflæd nach St Peter s in Gloucester überführt worden sein.

#### Kopf
Der Kopf wurde ins Kloster Lindisfarne gebracht. Er wurde von Bischof Eardulf von Lindisfarne 875 nach langer Irrfahrt vor dänischen Wikingern im Sarg von St. Cuthbert nach Chester-le-Street in Sicherheit gebracht. Cuthbert wird deswegen manchmal mit dem Kopf Oswalds dargestellt. Bischof Aldhun von Durham überführte 995 Cuthberts Gebeine und Oswalds Kopf von Chester nach Durham und weihte 998 eine steinerne Kirche als Ruhestätte des heiligen Cuthbert. 1104 wurde Cuthberts Grab erneut geöffnet und sein Leib in die neuerbaute Durham Cathedral umgebettet. Als das Grab 1826/1827 erneut geöffnet wurde, soll Oswalds Schädel noch darin gewesen sein.
Teilreliquien des Kopfes befinden sich in der Abtei Echternach, Hildesheim und im Paderborner Dom. Im rheinland-pfälzischen Boßweiler, Diözese Speyer, existiert eine bereits im Mittelalter nachgewiesene Wallfahrt, mit Wallfahrtskirche und Schädelreliquie (Teilstück) des hl. Oswald.

#### Arme
Ein Arm gelangte zunächst in die Hauptstadt Bamburgh, wurde aber später nach Ely überführt. Der andere Arm soll in Gloucester oder Durham sein.

### Ikonografie
Der Heilige wird dargestellt mit Ornat und Insignien eines Königs, über ihm eine Taube, Sonne auf der Brust, mit Raben oder einem goldenen Hirsch. In seiner Hand hält er ein pyxisartiges Gefäß (vielleicht ein Arzneigefäß).

### Wunder und Legenden
634 soll Oswald vor der Schlacht von Heavenfield ein Kreuz errichtet haben, dessen Späne, in Wasser gestreut, heilende Wirkung haben sollen. Zu Bedas Zeit hatten die Mönche der nahen Hexham Abbey dort eine Kirche errichtet und unternahmen jährlich am 4. August eine Wallfahrt zu dieser Stätte. Auch dem Boden, auf dem er starb, wurde heilende Wirkung zugeschrieben. Daher nahmen viele Kranke ein wenig Erde mit, bis im Laufe der Zeit ein mannstiefes Loch entstanden war. Nach der Legende waren seine abgetrennten Arme unverweslich.

## Brauchtum
In der Weststeiermark findet regelmäßig ein Treffen der Kapellen aus jenen Orten statt, die dem heiligen Oswald geweiht sind (Oswalder-Treffen). In Dithmarschen wurde zum Sieg in der Schlacht an der Süderhamme, welche am 5. August 1404 gewonnen wurde, Oswald zum Schutzpatron ernannt und mancherorts wird der Tag noch immer gefeiert.